# Pygopleurus sinaicus
Pygopleurus sinaicus es una especie de coleóptero de la familia Glaphyridae.

## Distribución geográfica
Habita en Egipto.